# Universidade de Roma La Sapienza
A Universidade de Roma La Sapienza (em italiano:  Università degli Studi di Roma La Sapienza) é uma instituição de ensino superior italiana localizada em Roma. É uma das mais antigas e maiores universidades do mundo em número de estudantes, tendo cerca de 110 000 alunos. É também conhecida como Universidade de Roma I.

## História
No século XIV havia em Roma diversas instituições escolásticas, sem que, entretanto, qualquer delas fosse reconhecida oficialmente pela Igreja e, ao mesmo tempo, fosse externa à Igreja. Por meio da bula In Supraemae Praeminentia Dignitatis do papa Bonifácio VIII, em 20 de abril de 1303 nasce a primeira universidade romana, a Studium Urbis. O financiamento da empreitada veio por uma nova taxa sobre o vinho estrangeiro e contribuições de nobres romanos. O dinheiro foi usado para comprar o palácio onde hoje se encontra a Igreja de Santo Ivo, dentro do campus da universidade. Embora tenha permanecido fechada durante o pontificado de Clemente VII, os papas seguintes fizeram retomar a atividade de ensino e pesquisa, promovendo o surgimento de novas cátedras. No século XVII foi construída a nova sede, por Alexandre VII.
Após sucessivas reformas, durante o período de transição dos Estados Papais para o Reino de Itália pode-se verificar uma progressiva laicização da universidade. Em 1870, por fim, deixa de ser uma universidade pontifícia e torna-se a universidade da capital da Itália. A Junta Provisória do primeiro governo (1870) enquadra a universidade na nova legislação nacional.
La Sapienza experimentou diversas crises, em especial com a Primeira Guerra Mundial e início do Fascismo (1931). Os docentes deviam jurar lealdade ao Duce e os que se recusaram perderam a cátedra. Apesar de todas as crises, em 1935 a nova cidade universitária é inaugurada, obra do arquiteto Marcello Piacentini.
Desde então a Universidade de Roma La Sapienza vem se reafirmando continuamente como a mais importante instituição do sistema universitário italiano.
Em 15 de janeiro de 2008 a Santa Sé cancelou a visita que Bento XVI faria à Universidade a convite do seu Reitor Renato Guarini para a abertura do 705.º Ano Acadêmico, em razão do protesto de 67 professores e alguns estudantes. A Santa Sé decidiu enviar o texto do pronunciamento à Instituição que foi lido na Assembléia de abertura. Houve reações do Senado Acadêmico e da imprensa sobre o episódio.

## Organização
Hoje conta com 21 faculdades, cento e trinta departamentos e institutos, cento e vinte e sete escolas de especialização. Divide-se em cinco ateneus federados, cada qual com um certo número de faculdades sob sua direção. São eles:
- o Ateneu Federado de Ciência e Tecnologia;
- o Ateneu Federado de Ciência Política Pública e Sanitária;
- o Ateneu Federado de Ciências Humanas, Arte e Meio-ambiente;
- o Ateneu Federado de Ciências Humanísticas, Jurídicas e Econômicas; e
- o Ateneu Federado do Espaço e da Sociedade.

## Acadêmicos famosos deLa Sapienza

### Ciências
- Fernando Aiuti, imunologista
- Lucio Bini e Ugo Cerletti, psiquiatras
- Corrado Böhm, cientista da computação
- Daniel Bovet, farmacologista, Nobel 1957
- Benedetto Castelli, matemático
- Andrea Cesalpino, médico e botânico
- Federigo Enriques, matemático
- Maria Montessori, médica e pedagoga
- Paola S. Timiras, bióloga
- Vito Volterra, matemático

#### Físicos
- "Os rapazes da via Panisperna":
  - Enrico Fermi, Nobel 1938
  - Edoardo Amaldi
  - Oscar D'Agostino
  - Ettore Majorana
  - Bruno Pontecorvo
  - Franco Rasetti
  - Emilio G. Segrè, Nobel 1959
- Giovanni Battista Beccaria
- Marcello Conversi
- Giovanni Ciccotti
- Giovanni Jona-Lasinio
- Francesco Guerra
- Luciano Maiani
- Giorgio Parisi
- Nicola Cabibbo, Presidente da Pontifícia Academia de Ciências

### Humanidades
- Luigi Ferri, filósofo
- Giovanni Vincenzo Gravina, jurisconsulto
- Umberto Cassuto, especialista em hebraico e estudos bíblicos
- Carlo Innocenzio Maria Frugoni, poeta
- Count Angelo de Gubernatis, orientalista
- Lina Bo Bardi, Arquiteta
- Maria Alcina Grasseschi von Strauss, Arquiteta Restauradora
- Predrag Matvejevic, escritor
- Santo Mazzarino, historiador
- Giuseppe Tucci, orientalista
- Mario Liverani, orientalista
- Paolo Matthiae, diretor da expedição arqueológica de Ebla
- Marcel Danesi, lingüista
- Giuliano Amato, professor de Direito e duas vezes Primeiro Ministro da Itália
- Diego Laynez, segundo geral da Companhia de Jesus;
- Giulio Mazzarino, político e cardeal
- Pierluigi Petrobelli, musicologista
- Asma al-Assad, historiadora